# Chalcosiinae
Chalcosiinae is een onderfamilie van de bloeddrupjes (Zygaenidae). De onderfamilie bestaat uit 380 soorten en 70 geslachten.

## Voorkomen
De leden van Chalcosiinae zijn verspreid over het Palearctisch Oost-Azië, Zuidoost-Azië, Melanesië en Micronesië. De meerderheid van de onderfamilie strekt zich uit tot ver in het noorden tot het Russische Verre Oosten (Elcysma westwoodi) en tot in het westen tot Pakistan (Campylotes). Het geslacht Aglaope komt alleen voor op het Iberisch Schiereiland en Zuid-Frankrijk.
Het bestaat uit de volgende geslachten:
- Achelura - Agalope - Aglaope - Allocyclosia - Amesia - Anarbudas - Aphantocephala - Arbudas - Arbudoides - Atelesia - Barbaroscia - Birtina - Boradia - Boradiopsis - Cadphises - Campylotes - Canerkes - Caprima - Chalcophaedra - Chalcosia - Chalcosiopsis - Clematoessa - Cleoda - Codane - Corma - Cryptophysophilus - Cyanidia - Cyclosia - Devanica - Didina - Docleomorpha - Docleopsis - Elcysma - Epyrgis - Erasmia - Erasmiphlebohecta - Eterusia - Eucorma - Eucormopsis - Eumorphiopais - Eusphalera - Euxanthopyge - Gynautocera - Hadrionella - Hampsonia - Hemichrysoptera - Hemiscia - Herpidia - Herpolasia - Heteropan - Heteropanula - Heterusinula - Histia - Isbarta - Isocrambia - Laurion - Milleria - Mimascaptesyle - Mimeuploea - Neochalcosia - Neoherpa - Opisoplatia - Panherpina - Philopator - Phlebohecta - Pidorus - Pintia - Pompelon - Prosopandrophila - Psaphis - Pseudarbudas - Pseudonyctemera - Pseudoscaptesyle - Retina - Rhodopsona - Sciodoclea - Scotopais - Soritia - Thaumastophleps - Trypanophora - Watermenia